# Критерий Келли
Критерий Келли (англ. Kelly criterion) — финансовая стратегия ставок, разработанная Джоном Л. Келли в 1956 году.
Эта стратегия определяет размеры ставок в процентах от величины ваших денежных средств. Но может возникнуть ситуация когда ставка игрока будет меньше минимальной ставки букмекера. Эта стратегия сложна тем, что требует правильной оценки вероятностного исхода.
В 2000-х годах анализ в стиле Келли стал частью основной теории инвестиций, и было заявлено, что известные успешные инвесторы, включая Уоррена Баффета и Билла Гросса, используют методы Келли.
Формула расчета оптимального размера ставки:
{\displaystyle {\frac {K\cdot V-1}{K-1}}=C}
- {\displaystyle K} — коэффициент букмекера
- {\displaystyle V} — оценка события игрока
- {\displaystyle C} — коэффициент размера следующей ставки

Пример:
- Ваш банк: 1000$
- Коэффициент букмекера: 3
- Ваша оценка исхода события: 0.4

{\displaystyle C=(3\cdot 0.4-1)/(3-1)=0.1}
Ставка игрока: {\displaystyle 1000\cdot 0.1=100}.
Критерий Келли используется не только в ставках на исход спортивных событий, но и на бирже.
При использовании данного метода у игрока возникают следующие проблемы:
1. При завышенной оценке исхода игрок потеряет больше денег, а при недооценке исхода он не сможет получить ту прибыль, на которую рассчитывал.
2. Используя этот метод, игрок должен ставить на события, переоцененные букмекером. Например, если он оценил исход как 50 %, то коэффициент букмекера должен быть выше 2.

При правильной оценке исходов событий банк растет быстрее любой другой стратегии, чем этот критерий и знаменит.
В связи со сложностью определения точного значения вероятности исхода события и большими колебаниями банка
(вероятность разорения до X% от банка составляет X%) не многие игроки рискуют использовать данную стратегию в реальных ставках.
Этот критерий известен экономистам и теоретикам-финансистам под такими именами как критерий роста капитала, стратегия оптимального роста, максимизация логарифмической полезности, «стратегия максимизации геометрического среднего портфеля» и т. д.
Эдвард Торп начал практическое применение Критерия Келли ведя счёт карт в блек-джеке, по совету Клода Шеннона, который, как и Джон Л. Келли работал в Bell Labs.
С выработкой своей стратегии игры, игрок практически становится инвестором в инвестиционной компании и может применять для инвестирования инвестиционные правила.

## Формула Келли
Формула Келли — формула, которая показывает оптимальную долю капитала, которой можно рискнуть в одной сделке. Применяется в управлении капиталом при игре на финансовых рынках, в азартных играх и др. 
Рассматривается следующая ситуация. Участник при каждой сделке может с вероятностью {\displaystyle p} получить прибыль в {\displaystyle A} раз превышающую поставленный капитал {\displaystyle x} или с вероятностью {\displaystyle q=1-p} получить убыток в {\displaystyle B} раз превышающий ставку {\displaystyle x}. Ставится задача — какую долю общего капитала {\displaystyle K} надо каждый раз ставить, чтобы максимизировать среднюю величину логарифма прибыли при большом числе повторяемых сделок. 
Обозначим долю капитала {\displaystyle f=x/K}.
Формула Келли гласит, что оптимальное значение 
{\displaystyle f^{*}={\frac {p}{B}}-{\frac {q}{A}}}
(предполагается, что математическое ожидание сделки положительно, то есть {\displaystyle pA-qB>0}).
Формулы Келли применимы только к результатам, имеющим распределение Бернулли (два возможных исхода). Применение формул Келли к иному распределению будет ошибкой и не даст оптимального {\displaystyle f} .